# Sandro Mendes
Sandro Miguel Laranjeira Mendes est un footballeur cap-verdien né le 4 février 1977 à Setúbal (Portugal). Il évolue au poste de milieu de terrain.

## Biographie
En [juin 2005, il s'engage pour trois saisons pour le vice-champion du Portugal, le FC Porto. Il ne débute pourtant pas la saison pour le club car il est prêté au club turc de Manisaspor.
En juillet 2010, il quitte le club de Setubal et s'engage pour le club de l'AD Ceuta. Il est réceruté par le nouvel entraîneur du club et son ancien sélectionneur du Cap-Vert, Joao de Deus. Il rejoint dans le club de Segunda-B (D2) ses compatriotes Vítor Moreno, Fock, Valter Borges (en) et Manuel Gelson Silva.
Avec le club de Setubal, il joue quatre matchs en Coupe de l'UEFA, sans inscrire de but.

## Carrière
| Saison  | Club                   | Pays     | Matchs (buts) | Coupes nationales |
| ------- | ---------------------- | -------- | ------------- | ----------------- |
| 1994-95 | Vitória Setubal        | Portugal | 28 (3)        | ?                 |
| 1996-97 | Vitória Setubal        | Portugal | 13 (1)        | ?                 |
| 1996-97 | Hercules Alicante      | Espagne  | 18 (0)        | ?                 |
| 1997-98 | Hercules Alicante      | Espagne  | 33 (1)        | ?                 |
| 1998    | → Villarreal CF (prêt) | Espagne  | 2 (0)         | 1 (0)             |
| 1998-99 | Hercules Alicante      | Espagne  | 10 (1)        | ?                 |
| 1999-00 | UD Salamanque          | Espagne  | 23 (3)        | ?                 |
| 2000-01 | Vitória Setubal        | Portugal | 25 (1)        | ?                 |
| 2001-02 | Vitória Setubal        | Portugal | 20 (2)        | ?                 |
| 2002-03 | Vitória Setubal        | Portugal | 29 (1)        | ?                 |
| 2003-04 | Vitória Setubal        | Portugal | 32 (1)        | ?                 |
| 2004-05 | Vitória Setubal        | Portugal | 31 (0)        | 1 (0)             |
| 2005    | FC Porto               | Portugal | 0 (0)         | 0 (0)             |
| 2005-06 | → Manisaspor (prêt)    | Turquie  | 4 (0)         | 1 (0)             |
| 2005-06 | Vitória Setubal        | Portugal | 11 (1)        | 2 (0)             |
| 2006-07 | Vitória Setubal        | Portugal | 26 (1)        | 1 (0)             |
| 2007-08 | Vitória Setubal        | Portugal | 27 (0)        | 8 (0)             |
| 2008-09 | Vitória Setubal        | Portugal | 12 (0)        | 2 (0)             |
| 2009-10 | Vitória Setubal        | Portugal | 26 (1)        | 3 (0)             |
| 2010-11 | AD Ceuta               | Espagne  | 24 (1)        | 1 (0)             |
| 2011-12 | Naval 1º de Maio       | Portugal | 25 (2)        | 2 (0)             |

## En sélection
- Portugal espoir : 11 sélections
- 2002-2007 :  Cap-Vert : 23 sélections et 1 but[5]